# Buire-Courcelles
Buire-Courcelles (picardisch: Buire-Courchelle) ist eine französische Gemeinde mit 219 Einwohnern (Stand 1. Januar 2022) im Département Somme in der Region Hauts-de-France im Norden von Frankreich. Die Gemeinde gehört zum Kanton Péronne und ist Teil der Communauté de communes de la Haute Somme.

## Geographie
Buire-Courcelles liegt östlich von Péronne an der Départementsstraße D199 und nördlich des Flüsschens Cologne. Die Gemeinde besteht aus den beiden deutlich getrennten Gemeindeteilen Buire und Courcelles (westlich von Buire). Die Bahnstrecke von Péronne nach Roisel ist abgebaut.

## Geschichte
Das 1748 errichtete Schloss von Buire ist nicht mehr vorhanden.
Die Gemeinde erhielt als Auszeichnung das Croix de guerre 1914–1918.

## Bevölkerungsentwicklung
| 1962 | 1968 | 1975 | 1982 | 1990 | 1999 | 2006 |
| ---- | ---- | ---- | ---- | ---- | ---- | ---- |
| 286  | 302  | 316  | 291  | 283  | 284  | 260  |

## Verwaltung
Bürgermeister (Maire) ist seit 2008 Benoît Blonde.